# Act.7
Act.7 (с англ. — «Седьмой Акт») — седьмой и последний мини-альбом южнокорейской гёрл-группы 4minute. Альбом был выпущен 1 февраля 2016 и содержит пять синглов включая заглавный сингл «Hate». Группа была расформирована в июне 2016 года.

## Предпосылки
25 января Cube Entertainment опубликовал трек-лист и фото-тизеры участниц. Первый трек, «Hate», был написан и аранжирован EDM диджеем Skrillex.

## Релиз и промоушен
29 января был выпущен первый видео-тизер «Hate». Музыкальное видео было выпущено 1 февраля, с концепцией сексуального хип-хопа. Клипу достиг 1 миллиона просмотров менее чем за 24 часа выпуска, при этом некоторые комментаторы приписывают высокую цифру ожиданию возвращения группы.
Группа начала продвижение на Show Champion 3 февраля, затем продолжила свою первую неделю продвижения для альбома на M! Countdown, Music Bank, Music Core и Inkigayo 4, 5, 6 и 7 февраля.
15 апреля был выпущен клип на трек «Canvas».

## Трек-лист
| №                   | Название              | Текст песни                                     | Музыка                                           | Arrangement                       | Длительность |
| ------------------- | --------------------- | ----------------------------------------------- | ------------------------------------------------ | --------------------------------- | ------------ |
| 1.                  | «Hate» (싫어; Silheo) | Seo Jae-woo Son Young-jin Jenyer Hyuna          | Jae-woo Young-jin Skrillex                       | Jae-woo Young-jin Skrillex        | 3:35         |
| 2.                  | «No Love»             | Ra-young, Gen Neo (of NoizeBank), Hyuna, Jenyer | Gen Neo (of NoizeBank)                           | Gen Neo (of NoizeBank)            | 3:14         |
| 3.                  | «Blind»               | Kwon So-hyun Jenyer Hyuna                       | Im Kwang-wook Ryan Kim Hunnykilla Amanda Moseley | Im Kwang-wook Ryan Kim Hunnykilla | 3:59         |
| 4.                  | «Canvas»              | Big Ssancho Cho Seong-ho                        | Big Ssancho Cho Seong-ho                         | Big Ssancho Cho Seong-ho          | 3:35         |
| 5.                  | «Hate» (instrumental) |                                                 | Jae-woo Young-jin Skrillex                       | Jae-woo Young-jin Skrillex        | 3:35         |
| Общая длительность: | Общая длительность:   | Общая длительность:                             | Общая длительность:                              | Общая длительность:               | 17:59        |

## Чарты
| Чарты (2016)                | Пиковые позиции |
| --------------------------- | --------------- |
| South Korean Albums (Gaon)  | 2               |
| Japanese Albums (Oricon)    | 254             |
| US World Albums (Billboard) | 3               |